# Torrecilla del Pinar (kommun)
Torrecilla del Pinar är en kommun i Spanien.   Den ligger i provinsen Provincia de Segovia och regionen Kastilien och Leon, i den centrala delen av landet, 110 km norr om huvudstaden Madrid. Antalet invånare är 219. Arean är 19,0 kvadratkilometer.
Terrängen i Torrecilla del Pinar är platt.